# Хольмберг, Отто Рудольф
Отто Рудольф Хольмберг (швед. Otto Rudolf Holmberg, 1874—1930) — шведский ботаник, работавший в Лунде.

## Биография
Родился 1 февраля 1874 года в городе Симрисхамн на юге Швеции. Начальное образование получал в родном городе, с 1889 года — в Истаде. В 1893 году поступил в Лундский университет, где стал изучать классические языки. В свободное время занимался изучением местной флоры, собирал гербарий, находился в контакте с Лундским ботаническим обществом. Вскоре оставил изучение языков, начал готовиться к получению степени бакалавра по ботанике.
С 1898 года работал в редакции журнала Tidskrift för Landtmän, в 1899 году стал секретарём Лундского ботанического общества. В 1909 году сменил Отто Нордстедта в должности куратора Ботанического музея Лунда.
С 1901 года женат.
В 1904 году Хольмберг стал ассистентом на Мальмёхусской семенной станции, работал там до 1928 года. Некоторое время преподавал в школе.
Скончался 28 декабря 1930 года. Основной гербарий Хольмберга хранится в Лундском университете (LD).

## Некоторые научные работы
- Holmberg O. R. Hartmans handbok i Skandinaviens flora. — Stockholm, 1922—1931.

## Виды, названные в честь О. Хольмберга
- Festuca ×holmbergii Dörfl., 1911 — ×Festulolium holmbergii (Dörfl.) P.Fourn., 1935
- Verbascum holmbergii Murb., 1933 — Verbascum alpigenum K.Koch, 1849